# Heinrich Kerkring († 1613)
Heinrich Kerkring (* vor 1585 in Lübeck; † 28. Juni 1613 ebenda) war ein deutscher Politiker und Ratsherr der Hansestadt Lübeck.

## Leben
Heinrich Kerkring war Sohn des Lübecker Ratsherrn Johann Kerkring. Er wurde 1585 Mitglied der patrizischen Lübecker Zirkelgesellschaft. 1597 wurde er in den Lübecker Rat erwählt. Als Gesandter Lübecks war er 1603 gemeinsam mit dem Bürgermeister Conrad Garmers, dem Lübecker Ratssekretär Johan Brambach und dem Dolmetscher Zacharias Meier beim Zaren Boris Godunow in Moskau.
Kerkring war mit einer Tochter des Lübecker Bürgermeisters Arnold Bonnus verheiratet; der Ratsherr Heinrich Kerkring († 1670) war sein Sohn. Der Ratsherr Paul Kerkring war sein Bruder.